# Balbriggan
Balbriggan (irsk: Baile Brigín) er en irsk by i County Fingal i provinsen Leinster, i den centrale del af Republikken Irland med en befolkning på 21.722 (2016).